# 岸辺露伴は動かない
『岸辺露伴は動かない』（きしべろはんはうごかない、Thus spoke Kishibe Rohan）は、荒木飛呂彦による日本の短編漫画シリーズ。およびそれらを収録した短編集。本項では、本作を原作としたアニメ作品についても述べる。

## 概要
『ジョジョの奇妙な冒険』Part4『ダイヤモンドは砕けない』の登場人物、漫画家の岸辺露伴を中心として展開するスピンオフ作品。タイトルの「動かない」は、「露伴は主人公ではなく、あくまで物語のナビゲーターである」という意味である。
第1作『懺悔室』が1997年に発表され、それのみ『死刑執行中脱獄進行中』（1999年刊）に収録されていたが、2008年の第2作『六壁坂』を皮切りにシリーズ化した。2013年にはジャンプ・コミックスとして単行本化され、2018年に第2巻、2025年に第3巻が発売された。
掲載誌は一定でなく、これまでに『週刊少年ジャンプ』以外にも複数誌で掲載されている。また、各作品にはエピソードナンバーが冠されているが、発表順や時系列順というわけではない。単行本では、各短編に作者自身が解説をつけている。また収録作品のカラーページは全てモノクロに変更され、タイトル表示の関係で他ページより縮小されている。
荒木飛呂彦によれば、第1作の『懺悔室』を書く際、編集部からは「スピンオフ・外伝は絶対禁止」という条件で執筆依頼を受けており、最初は露伴を登場させずに描いていたが、「狂言回しとしてのキャラクターがいないと話がしっくり来ない」との理由で露伴を登場させることを決めたという。また、この時の禁止令が無ければ露伴のスピンオフ作品は以後書かなかっただろうと述べている。
岸辺露伴およびPart4のキャラクターが登場し、単行本の冒頭にはPart4設定基準での露伴のプロフィール（1979年生、1999年に吉良吉影と戦ったなど）が掲載されているが、Part4と諸設定が異なっている場合がある。また、Part4の主人公・東方仗助は一貫して後ろ姿のみの登場となっており、セリフも一切ない。これは「ひとつの作品に主役はふたり並び立てない」という荒木の考えからであることがOVA監督の加藤敏幸によって明かされている。また、荒木は『JOJOVELLER』で当シリーズの世界観について「『ジョジョリオン』と『岸辺露伴は動かない』は隣り合わせの世界」と発言している。
内容については岸辺露伴の「取材見聞録」「体験談」「取材先で体験した恐怖のエピソード」などと紹介されており、取材で遭遇した不可思議な現象を露伴がスタンドと機転で切り抜ける、または当該編主人公の体験を露伴が語るというパターンが多い。
2010年には、同様に岸辺露伴をメインとしたスピンオフ長編『岸辺露伴 ルーヴルへ行く』が発表されたが、こちらは2011年にフルカラーの愛蔵版コミックスとして単独で刊行されている。
一部のエピソードは2017年以降にPart4アニメに準じた内容でOVA化されている。詳細はOVAの節を参照。
2020年より12月末にNHK総合テレビにてドラマ化され、2020年と2021年はそれぞれ3夜連続、2022年は2夜連続で、2024年は単発で放送。詳細は岸辺露伴は動かない (テレビドラマ)の節を参照。2023年5月にはドラマ版を元にした映画『岸辺露伴 ルーヴルへ行く』が公開された。

## エピソードリスト
| 発表順 | #  | タイトル                | 発表                                    | ページ数 | 収録 | OVA化                                   | 実写化 | 備考                                                    |
| ------ | -- | ----------------------- | --------------------------------------- | -------- | ---- | --------------------------------------- | ------ | ------------------------------------------------------- |
| 1      | 16 | 懺悔室                  | 『週刊少年ジャンプ』1997年30号          | 49       | 1巻  | 〇                                      | 〇     | 単行本『死刑執行中脱獄進行中 荒木飛呂彦短編集』にも収録 |
| 2      | 02 | 六壁坂                  | 『ジャンプスクエア』2008年1月号         | 61       | 1巻  | 〇                                      | 〇     |                                                         |
| 3      | 05 | 富豪村                  | 『週刊少年ジャンプ』2012年45号          | 46       | 1巻  | 〇                                      | 〇     |                                                         |
| 4      | 06 | 密漁海岸                | 『週刊少年ジャンプ』2013年46号          | 47       | 1巻  |                                         | 〇     |                                                         |
| (2→3)  | -  | 岸辺露伴 グッチへ行く   | 『SPUR』2011年10月号                    | 16       | 1巻  |                                         |        | 初出フルカラー                                          |
| 5      | 04 | 望月家のお月見          | 『少年ジャンプ+』2014年9月22日配信      | 47       | 2巻  | 電書アプリ配信。カラー無                |        |                                                         |
| 6      | 07 | 月曜日 天気-雨          | 『ジャンプスクエア』2016年1月号         | 50       | 2巻  | 雑誌掲載時のタイトルは『月曜日-天気雨』 |        |                                                         |
| 7      | 08 | D・N・A                 | 『別冊マーガレット』2017年9月号         | 50       | 2巻  |                                         | 〇     | 雑誌掲載時はエピソード9                                 |
| 8      | 09 | ザ・ラン                | 『週刊少年ジャンプ』2018年13号          | 48       | 2巻  | 〇                                      | 〇     | 雑誌掲載時はエピソード10                                |
| 9      | 10 | ホットサマー・マーサ    | 『JOJO magazine』2022 SPRING            | 71       | 3巻  |                                         | 〇     |                                                         |
| 10     | 11 | ドリッピング画法        | 『ウルトラジャンプ』2022年5月号 - 6月号 |          | 3巻  |                                         |        |                                                         |
| 11     | 12 | ブルスケッタ            | 『ウルトラジャンプ』2025年5月号         | 51       | 3巻  |                                         |        |                                                         |
| (2→3)  | -  | 岸辺露伴 ルーヴルへ行く | 『ウルトラジャンプ』2010年4月号 - 6月号 | 123      |      |                                         | 〇     | 荒木飛呂彦による初のフルカラー漫画作品                  |

## 第1巻収録作品

### エピソード#16 懺悔室
『週刊少年ジャンプ』1997年30号に、当時連載中のジャンプ作家10名がそれぞれ読切を描く「ジャンプリーダーズカップ」の1つとして掲載された49ページの短編作品。英題は『At a Confessional』。
正確には『岸辺露伴は動かない 〜エピソード16:懺悔室〜』という単発の読切短編であり、シリーズ化と単行本化に際して再編されたものである。設定上は「原作：岸辺露伴 作画：荒木飛呂彦」となっており、巻末コメントも露伴のキャラクターで書かれていた。
『死刑執行中脱獄進行中 荒木飛呂彦短編集』（1999年刊）からの再録である。『死刑執行中脱獄進行中』ではカラーページが収録されているが、『岸辺露伴は動かない』ではカラーではなくなっている。また、再録にあたって露伴の一人称が「わたし」から「ぼく」に変更された箇所がある。
舞台はイタリアのヴェネツィアで、また雑誌掲載時は同『週刊少年ジャンプ』誌上にてイタリアが舞台のPart5連載中、ヴェネツィアでの戦闘の最中でというタイミングであった（長編からはみ出ていたアイデアを短編に使っているのだという）。本作の露伴は特に主人公ではなくナビゲーターであるとされ、スタンド能力は使用しない。
あらすじ
怪我をして連載を中断していた岸辺露伴は、休載期間を使ってイタリアへ旅行に行き、ストーリーの新展開のための取材を行っていた。露伴が取材のため『懺悔室』に入ると、ある一人の男が懺悔に訪れる。露伴は自分が誤って神父の部屋に入っていた事に気づくが、「体験は作品にリアリティを生む」と考えたため男の懺悔に耳を貸すことにした。
登場人物
岸辺 露伴（きしべ ろはん）
声 - 櫻井孝宏
本エピソードのナビゲーター。杜王町に住む人気漫画家。ヴェネツィアの教会で懺悔室の取材をしていたところ、罪を犯した男の懺悔を聞くこととなる。
懺悔者 / 若い男
声 - 高橋広樹
本エピソードの主人公。前髪を尖らせて後ろを刈り上げにした髪型の男。下働きをしていた24歳の時に浮浪者を自らの非道な行いから死なせてしまっており、その直後浮浪者の霊に「幸福の絶頂を迎えた時に迎えに来る」と言われ、その後様々な幸運に恵まれるも素直に喜ぶことはできなかった。
そんなある日、娘（声 - 木野日菜）のかわいい仕草を見て幸せを感じていると「幸福の絶頂」を迎えたとして約束通り浮浪者の霊が迎えに現れる。それに逆恨みだと反論したため、霊から「ポップコーンを街灯より高く投げ、それを口で3回連続でキャッチできたら水に流す」と一度だけチャンスを与えられるが、3回目で失敗し首を刎ねられてしまう。
だが、実は殺されたのは自分と同じ顔に整形させた召使いであり、彼自身は整形で召使いになりすまして難を逃れようとしていた。懺悔に訪れたのは身代わりとなった召使いを死なせたことについてであったが、今度は召使いの霊から「娘が幸福の絶頂を迎えた時に迎えに来る」と言われ、さらに不正に気付いた浮浪者の霊からも四六時中付きまとわれることになった。
懺悔室では顔が見えないということからの叙述トリックである。幸福の絶頂に命を狙われる設定は、荒木が父や祖父から言われた「普段、人をあざむいて生活していると一番幸福な時にバチがあたるぞ」という諌めの言葉が参考になっており、荒木はこの主人公について「それでもヘコたれない本作の主人公は好き」と述べている。
浮浪者の霊
声 - 樫井笙人
東洋風の浮浪者の男。餓死寸前の状態で男に食べ物を懇願するも、男から「自分の代わりにトウモロコシの袋を全て運び終えたら」という条件を出され、食べ物を与えられることも無いまま袋を運んでいる最中にその下敷きとなって死亡する。そのとき味わった深い絶望を男にも味わわせるため、男を陰ながら手助けして幸運を与え、その絶頂を迎えた時点で殺害するつもりだった。幸福の絶頂のさなか、男の娘の舌に取り憑いて現れるも、男に逆恨みだと反論され、「ならば運命に決めてもらう」として男に一度だけチャンスを与える。
男は3回目で挑戦に失敗したため約束通り男を殺害して天に昇っていったが、殺された男が身代わりだったことを知ると、また騙されないようにと召使いの霊と二人で男を監視するようになった。
広瀬 康一（ひろせ こういち）、虹村 億泰（にじむら おくやす）、山岸 由花子（やまぎし ゆかこ）
声 - 梶裕貴（康一）、高木渉（億泰）、能登麻美子（由花子）
Part4の登場人物。OVAのみの登場。
OVAオリジナルのプロローグにおいて康一は露伴にイタリア語を話せるようにしてほしいと頼み、彼がイタリアに行くことを知った露伴が自身のイタリアでの体験談として本エピソードを語る。
エピローグでは億泰と由花子もいつの間にか同席しており、億泰は悪霊の行動について「悠長なやり方」と感想を述べ、由花子は一生付きまとう霊のやり方を怖がる康一に「もしそうなったら私が追い払ってあげる」とのろけていた。
キャラクターデザインにも若干の変更が行われており、康一はParte5でのデザインに合わせて逆立った髪型となり、由花子も制服のデザインが変わり、『エピソード#08 D・N・A』で身に着けていた「由」の形のブローチを付けている。
また、直接の登場ではないが仗助も話の前置きでワンシーンのみ後ろ姿が描かれている。

### エピソード#02 六壁坂
『ジャンプスクエア』2008年1月号に、創刊記念特別読み切り第2弾として掲載された61ページの短編作品。連載当時のタイトルは『岸辺露伴は動かない 〜六壁坂〜』であったが、本短編集の刊行時にエピソード2となった。英題は『Mutsu-kabe hill』。
同誌掲載のインタビューで荒木飛呂彦はこの作品について、今作の10年前に描いた『エピソード16:懺悔室』をシリーズとして何作か描きたいと考えており、『ジャンプスクエア』から短編の依頼が来た際、そのアイデアがあったことからこの話になったと説明している。
『六壁坂』（むつかべ ざか）のタイトルについて、荒木は「それにしても、『六壁坂』というネーミングはなぜ『六壁坂』にしたのだろうか？全然記憶が無いんです。スミマセン。本当にヤバイ。」と述べている。
2009年10月23日に発売された『ジャンプSQ.M（ジャンプスクエア マスターピース）』Vol.002へ初出時同時掲載のインタビューを再編集したものと共に再掲載された。
あらすじ
露伴は読み切りの打ち合わせにきた漫画編集者の貝森稔に原稿料の前借りを申し出る。妖怪伝説の漫画を描くために取材を行っていたところ、その土地に開発業者がリゾート道路を通そうとしていたため、周囲の山を6つ買って阻止したらリゾート計画で高騰していた地価が暴落、破産したというのだ。あまりの内容に貝森は呆気にとられるが露伴は「ちゃんといたんだから取材の価値は十分にあった」「『六壁坂』の妖怪は今もそこにいる」と続け、彼が取材で訪れた六壁坂村で数年前に起こったある事件と取材時に起きたある出来事を語り出す。
登場人物
岸辺 露伴（きしべ ろはん）
声 - 櫻井孝宏 / 演 - 高橋一生
スタンド名：ヘブンズ・ドアー（天国の扉）
杜王町に住む人気漫画家。27歳。デビュー11年目。作品のリアリティを何よりも重要視しており、妖怪伝説の取材のためだけに山を6つ買い、破産した。借金こそしていないものの財産も家も失い、現在はド・スタールの画集だけを所持して広瀬康一の家に厄介になっている。
読み切り作品の打ち合わせの際、貝森に原稿料の前借りを相談し破産に至った経緯と取材時に起こった出来事を語る。
貝森 稔（かいがもり みのる）
声 - 茂木たかまさ
漫画編集者。23歳。入社1年目で既婚子供無し。61ページの読み切りの打ち合わせをするために露伴のもとを訪れるが、そこで露伴に原稿料の前借りを相談される。
小林 玉美（こばやし たまみ）、音石 明（おといし あきら）
声 - 鶴岡聡、森久保祥太郎
露伴にサインをねだりに来た2人組。両名共に『ダイヤモンドは砕けない』に登場している。そちらでは玉美は露伴と面識があるが、本作では初対面のような態度をとっている。
なお、テレビドラマ版では本来上述の3名が登場するシーンは『ザ・ラン』の冒頭部分に組み込まれているが、稔の登場シーンは泉京香が兼任、玉美・音石の2名は少年に置き換えられている。
大郷 楠宝子（おおさと なおこ）
声 - 種﨑敦美 / 演 - 内田理央
六壁坂村で300年続く味噌作りで成功した一族の一人娘。庭師の釜房郡平と関係を持っていたが、大学卒業後に許嫁と結婚することが決まっていたため、郡平に対し手切れ金とともに別れ話を切り出すが、ふとした拍子に郡平を死なせてしまう。しかし、その事実を隠して修一と結婚、子供を一男一女の2人儲ける。
取材に訪れた露伴に記憶を読まれ、露伴が釜房郡平の存在を知るきっかけとなった。
釜房 郡平（かまふさ ぐんぺい）
声 - 間島淳司 / 演 - 渡辺大知
大郷家で働くバイトの庭師。そこの一人娘、楠宝子と関係を持っていたが別れ話を切り出される。それでも食い下がるが楠宝子に突き飛ばされ、その拍子にゴルフクラブが後頭部に刺さって死亡する。遺体は楠宝子の寝室のクローゼット天井裏に隠され、その後も楠宝子によって管理され続けた。
楠宝子の記憶を読み、その存在を知った露伴は「何としても自分の目で見てみたい」と考えるが、直後に楠宝子の娘に取り憑かれそうになったことで彼がどういう存在なのかを理解したため、実際には会うことなく取材を終えた。
高窓 修一（たかまど しゅういち）
声 - 益山武明 / 演 - 中島歩
楠宝子の許嫁。楠宝子の大学卒業後に結婚し、大郷家の養子に入る。
大郷 桐子（おおさと きりこ）
声 - 高田憂希 / 演 - 白鳥玉季
楠宝子の娘。楠宝子の記憶から釜房郡平の存在を知り、大郷家の周囲を嗅ぎ回っていた露伴に声をかける。その直後につまずいて転び、石に頭をぶつけて死亡するが、露伴は彼女が郡平と楠宝子の間にできた子供で、郡平と同じく自分に取り憑こうとしていることを察知し、身体に刻まれた「人生の体験」が完全に消える前に自分に関する記憶を消し、さらに自分のことに気付かないようにしたことで難を逃れ、取り憑くことに失敗した彼女は一瞬妖怪の本性を見せた後、何事もなかったかのように生き返った。
大郷 櫂（おおさと かい）
演 - 吉田奏佑
楠宝子の息子。物語のラストに1コマだけ登場しており、郡平と同じく「SBR」とプリントされたTシャツを身に着け、将来の夢を庭師と語るなど、こちらも郡平との間にできた子供であるかのような描写がなされている。OVAには登場しない。
東方仗助（ひがしかた じょうすけ）、広瀬 康一（ひろせ こういち）、虹村 億泰（にじむら おくやす）、支倉未起隆（はぜくら みきたか）
声 - 梶裕貴（康一）、高木渉（億泰）、加瀬康之（未起隆）
『ダイヤモンドは砕けない』の主人公とその友人たち。OVAのみの登場。
物語のラストで露伴が六壁坂村での体験談を貝森にしていた際、いつのまにか一緒に話を聞いており、未起隆は妖怪六壁坂について「オリオン星系にも似たような生物がいた」と述べている。
用語
妖怪六壁坂（ようかい むつかべざか）
妖怪伝説の取材で訪れた六壁坂村で露伴が発見・命名した妖怪。
普段の外見は人間と全く同じだが、愛する者の前で些細なことをきっかけに死亡し、その死体を管理しなければ相手が社会的に破滅する状況に追い込む。遺体は死亡後も血が止まることなく流れ続けたり、いつまでも腐らない、霧吹きで水を吹きかけると一瞬だけ（OVAではしばらくの間）生前の姿に戻るなど、明らかに普通とは違う特徴が存在している他、取り憑こうとした相手の行動によっては顔から無数の触手のようなものが垂れ下がった妖怪の本性を見せることもある。また、遺体には生殖能力も残っており、管理する相手との間に子供が生まれた場合、妖怪の特性は子供に受け継がれる。
その生態から露伴は「子孫だけを残すのを目的とした妖怪」と評し、「妖怪というよりも、有史以前よりこの地に棲息している生物と呼んでもいいかもしれない」と述べている。

### エピソード#05 富豪村
『週刊少年ジャンプ』2012年45号に、『ジョジョの奇妙な冒険』25周年記念＆原画展開催記念読み切りとして掲載された、センターカラー46ページの短編作品。マナー監修は西出ひろ子。雑誌掲載時のキャッチコピーは「ようこそ、奇妙――!!」。英題は『Millionaire village』。
物語の時系列上は『エピソード2:六壁坂』の後になる。原作露伴・作画荒木・作者コメントは荒木となっている。荒木の漫画が『週刊少年ジャンプ』に掲載されるのは、2004年47号の『ウルトラジャンプ』移籍前の『スティール・ボール・ラン』以来であり、コメント欄でも「久しぶりの週刊少年ジャンプ執筆させて頂きお邪魔致しまぁ〜す。嬉しいなぁ」とコメントしている。
2015年に発売された同作者の新書『荒木飛呂彦の漫画術』において、漫画、特に短編の描き方を解説するための分析教材として引用されている。
あらすじ
露伴は漫画編集者の泉京香との読み切りの打ち合わせの際、山奥の別荘を買う話を漫画にしないかと提案される。『六壁坂』の一件で破産している露伴は反対したが、実際に別荘を買うのは泉であり、購入までの過程を取材してアイデアに繋げてはどうかと言う。
その別荘地のある村は杜王町から北西へ80数キロの山奥に位置しているが、そこに向かうための道路は一切なく、住人はヘリコプターを利用している。また、送電線の1本も引かれておらず、周囲の深い森に遮断されている独立した群（むら）になっている。たまたま地図でその特異な村を見つけた泉が興味を持ち調べると、村には11軒の豪邸が建っており、所有者全てが世界屈指の大富豪であることが分かった。彼らはごく普通の一般的な生活を送っていた若者であったが、「25歳の時にこの別荘地を購入したことを転機に、成功を収めて大富豪になっていった」という。
今回、その別荘地の1区画が800坪・300万円という破格の値段で売りに出されたことを知った泉は、自身が25歳ということもあり、11人の大富豪たちが土地を所有することで人生の成功者になれたのか、それとも偶然なのかを立証してみたいと考え、まず購入の意思を示すために売り主に会いに行くという。泉の話を訝しく聞いていた露伴だったが、好奇心と興味に背中を押されて、彼女の付き添いという名目で同行取材することにした。
登場人物
岸辺 露伴（きしべ ろはん）
声 - 櫻井孝宏 / 演 - 高橋一生
スタンド名：ヘブンズ・ドアー（天国の扉）
杜王町に住む人気漫画家。27歳。冒頭で漫画を描く前の準備体操を見せる。『六壁坂』の一件で山を6つ買い、破産している。今回は編集者の泉京香が別荘を購入する話を聞き、その過程を取材するために富豪村に同行する。性格は「自分が一番」で「オレ様」と泉に評価されている（露伴は嫌な顔で否定しているが）。
泉 京香（いずみ きょうか）
声 - 中原麻衣 / 演 - 飯豊まりえ
漫画編集者。25歳。富豪村の別荘の一区画が800坪・300万円で売りに出されていると知り、自分が別荘を購入する過程を取材して読み切り漫画のアイデアにしてはどうかと露伴に提案した。富豪村の主に会って土地の購入をしようとするもマナー違反を理由に断られ、再トライを挑んだためにペナルティとして母親と婚約者を失う。自身も露伴のマナー違反のペナルティとして命を失いかけるが、露伴の機転と再挑戦を成功させたことにより命を取り留めた。
原作では母親と婚約者がその後どうなったかについて言及されなかったが、OVAでは訃報は慌てた親戚による勘違いで、事故は大したことがないものであったということになり、2人の死が無かったことにされている。
原作やアニメ版ではこの『エピソード3:富豪村』と後に発表された『エピソード10:ホットサマー・マーサ』、『エピソード11:ドリッピング画法』、『エピソード12:ブルスケッタ』の4エピソードの登場だが、ドラマ版では出番が大幅に増えており、他のエピソードにも露伴の担当編集者として登場し、ストーリーに関わっている。
荒木は彼女を「ムカつきながら描いた」としているが、キャラとしては大好きで傑作の出来と自負しているという。
一究（いっきゅう）
声 - 水橋かおり / 演 - 柴崎楓雅
富豪村の案内人。別荘地の購入に訪れた客をもてなすが、マナー違反をしないか監視している。主にただ使われているだけの案内人の子どもで、本人は特別な能力はない。
露伴のマナー違反で泉が命を失いかけた際に露伴が「彼女を助けてほしい」と頼んだ際には「マナーに寛容はございません」と冷たく突き放し、再挑戦をするかどうか尋ねる。しかし、露伴から「ヘブンズ・ドアー」で畳のヘリを見えなくされたことで、自分も畳のヘリを踏むマナー違反を三度犯してしまう。それをイカサマと評して神の怒りを買う行為だと露伴を批判するが、露伴は「マナー違反をしたのはあくまで君の方だ」と相手にせず、露伴が制裁されることもなかった。テレビドラマ版では感情性のある所も描写されており、原作では露伴達を玄関先まで見送りをしたのに対し、ドラマ版では、露伴に嵌められて負けた事に応接間で悔しがり、玄関先までは見送りをすることはなかった。
主（あるじ）
富豪村の別荘の売り主。物語には直接登場しない。富豪村では何よりもマナー（礼儀）を重んじており、それらを守った者のみがこの別荘地に相応しい人間であると見做して売買の契約を交わす。マナー違反をした者の一切の理由には耳を傾けることも受け付けることもなく、一究を通して早々の引き取りを通達する。ただし、再トライは可能であるが、その場合、自身の大切なものを前回違反した回数分失わせる。反面、一究がマナー違反をした場合、その回数分だけ失ったモノを返す。その正体は山の神。テレビドラマ版では富豪村のある土地はかつて山の神を奉る禁足地だった事が語られており、何らかの理由で山の神が村を築いたと推測しており、のちに露伴は村の噂が世間に露呈されて押し寄せられては山の神も大迷惑だと、この出来事に関する記録などをボツにした。
東方仗助（ひがしかた じょうすけ）、広瀬 康一（ひろせ こういち）、虹村 億泰（にじむら おくやす）
声 - 梶裕貴（康一）、高木渉（億泰）
Part4の主人公とその友人たち。OVAのみの登場。
OVAオリジナルのエピローグで富豪村のエピソードの聞き手として登場しており、広瀬家に居候し康一に迷惑そうにされる露伴に億泰が虹村邸の空き部屋への引越しを提案し、露伴は億泰の父に興味があると了承する。ついでに億泰の父親をヘブンズ・ドアーで治せるかも提案されるとそちらは即断った。

### エピソード#06 密漁海岸
『週刊少年ジャンプ』（集英社）2013年46号に掲載されたセンターカラー47ページの短編作品。料理監修は森崎友紀。英題は『Poaching seashore』。
雑誌掲載時のキャッチコピーは「好奇心は、漫画家を殺す　Curiosity killed the MANGA Artist.」。
本作はこれまでの作品と違って「原作：岸辺露伴」の表記がなされていない。また、スマートフォンなど2000年代以降に普及したアイテムが登場する。さらに登場人物であるトニオ・トラサルディーが、来日し、杜王町で店を出した理由がPart4本編と異なっている。他にも東方家がPart8寄りになっていつつ東方仗助らしき人物が描かれるなど、Part4本編とは差異がみられる。
本作発表と同時に短編集『岸辺露伴は動かない』の発売も発表された。また公式の広告では、2013年のドラマ『あまちゃん』の「じぇじぇ」と「じょじょ」を懸けた上で「露伴があまちゃんに!!??」という宣伝がされた。
あらすじ
露伴は、杜王町のイタリアンレストラン「トラサルディー」にて食事をした際、その店の料理人トニオ・トラサルディーにクロアワビの入手を手伝ってほしいと頼まれる。トニオによると杜王町のヒョウガラ列岩という場所で採れるアワビは世界中のどこにもない特別なアワビであり、それさえあれば自身の生涯で最高の特別料理を作ることができるのだという。
しかし、あまりに貴重であるため地元の漁師からもアワビを売ってもらえず、それでも入手したいトニオは杜王町の歴史書から「芸術」とも評される密漁の手法を発見し、それを露伴とともに実行しようと持ちかける。露伴は好奇心からそれを了承し、トニオと共にヒョウガラ列岩へと密漁に向かう。
登場人物
岸辺 露伴（きしべ ろはん）
スタンド名：ヘブンズ・ドアー（天国の扉）
杜王町に住む人気漫画家。冒頭でウォーミングアップNo2を見せる。イタリア料理店「トラサルディー」へと食事に来た際にトニオから密漁の協力を頼まれ、その際に「少年誌で連載している健全な漫画家」と言いながらも、トニオの覚悟を気に入り協力することにした。
トニオ・トラサルディー
演 - Alfredo Chiarenza
スタンド名：パール・ジャム
杜王町でイタリア料理店「トラサルディー」を営むイタリア人の男性。29歳。露伴は「本国のイタリアで店を開かないのは気に入らないが、日本の食材でここまで美味しい料理を作るのには感心する」とトニオの腕を高く評価している。自身の生涯で最高の特別料理を作るため、杜王町のヒョウガラ列岩という場所で採れるクロアワビの密漁の手伝いを露伴に持ちかける。
しかし、露伴から単に料理を作るためだけにアワビを求めているのではないことを見抜かれ、本当の目的がここのクロアワビを用いた新しい料理で恋人のヴェルジーナの脳腫瘍を治療するためであり、故郷を離れて杜王町に来たのも彼女の治療に有効な食材を手に入れるためであったことを打ち明けた。
杜王町の歴史書で知った密漁法を実行した結果、海中でアワビが身体に貼りついて露伴ともども溺死しそうになるが、露伴がヘブンズ・ドアーでタコを操ってアワビを剥がしたことにより生還し、アワビを手に入れることにも成功する。
密漁をする際、ウエットスーツを着ていながらもシェフハットを脱がないことを露伴にツッコまれた。
テレビドラマ版ではスタンド使いではなく、原作での手のひらを見て相手の体調を判断する特技も、世界中を旅していたさいにサソリに刺され高熱で死線を彷徨った後に自然に身に着けたとされている。料理で体調を回復させる能力は、猛毒の食材を組み合わせる事により毒が薬に転じる調理法を用いているからとされ、サソリに刺されて以降は料理の効果が飛躍的に高まったらしい。
ヴェルジーナ
トニオの恋人。脳腫瘍を患っており、グレープフルーツ大まで大きくなった腫瘍はトニオの料理とパールジャムの力をもってしても治すことができず、それを屈辱と感じたトニオはより優れた食材を求め、彼女を故郷のアマルフィーに残して杜王町へとやって来た。
トニオによって日本に連れてこられた時点では立って歩くことすらできない状態に陥っていたが、トニオのアワビ料理によって立ち上がれるまでに回復した。
テレビドラマ版ではオリジナルキャラクターの森嶋初音（もりしま はつね）（演 - 蓮佛美沙子）に置き換えられている。
東方 仗助（ひがしかた じょうすけ）、広瀬 康一（ひろせ こういち）、虹村 億泰（にじむら おくやす）
Part4の主人公とその友人たち。原作のみに登場。露伴とトニオが密漁から生還後、露伴と共に「トラサルディー」でタコのトマトソース煮を食べていた。
用語
ヒョウガラ列岩
杜王町の北西部に位置する岩礁群。東方家の私有地で禁漁区に指定されており、そこから南側の入り江一帯がアワビの漁場となっている。禁漁区な上、潮の影響でアワビの主食である海藻類が豊富で、タコ以外の天敵がいない状況下で生息しているため、25cm前後の大型のアワビが多く生息している。
この地域では年に一度、天気の良い八月のお盆前後の満月の夜に数時間だけ月の引力の影響で潮の流れが変わり、そこに生息しているクロアワビは上下の感覚を失って岩から離れ、潮の流れに乗って海中を漂うようになる。
それを列岩の外で待ち構え、手で捕まえて持ち帰る密漁法が古文書に伝わっているが、実際にはこれは密漁者に対する罠であり、うかつに行えば海中に漂うアワビが体に貼りつき、その重さによって海中に引き込まれて溺死してしまう。

### 岸辺露伴 グッチへ行く
『SPUR』2011年10月号の別冊付録である小冊子に掲載されたフルカラー16ページの短編作品。グッチ設立90周年を迎えるにあたり、その記念として『SPUR』編集部より「グッチの職人とものづくりの伝統をテーマに作品を描いてほしい」と荒木飛呂彦に依頼が舞い込み、同年が荒木の執筆30周年でもあることからその記念も兼ねて執筆が決定した。英題は『Kishibe Rohan meets Gucci.』。
『SPUR』からの依頼では『ジョジョの奇妙な冒険』とのコラボレーションについて特に指定を受けていなかったが、荒木は自身の判断で露伴を登場させることを決めたという（下記コメント参照）。
なお、本短編に関する複数のインタビューで露伴がPart4劇中でグッチの時計を身に着けている点についても指摘を受けているが、荒木によればこれは自身の所有している時計をモデルにしただけで露伴が特にグッチを好んでいるという設定はなく、荒木自身も指摘を受けるまで忘れていたという。一方で下記の通り、グッチと露伴に偶然にも接点があったことについてコメントを残している。
本作はその特性上、グッチというブランドのヒストリーにいかに荒木飛呂彦的な要素を入れるかに重点を置いており、登場人物は全てグッチの服を身に着けている。また、ミラノでコレクションを見た『SPUR』編集者から「秋冬のグッチは色使いが荒木先生向き」と教えられたことから、1ページを丸々使用してカラーブロッキングされた背景に露伴とグッチの服を身にまとった通訳の女性がポーズをとる大胆な構成をいくつも用いるなど、掲載される『SPUR』がモード誌であることを強く意識した内容となっている。劇中に登場する衣服は全てフリーダ・ジャンニーニがデザインしたもの可能な限り正確に着せ、小物も全て荒木が実物を実際に手にした上で細部まで忠実に描かれているが、露伴のパンツやジャケットなど、衣服の色には漫画の配色に合わないとの理由から一部変更が行われているものも存在する。
発表を記念して2011年9月17日から10月6日までの間、東京のグッチ新宿において本作の原画と漫画に描かれたコレクションを展示する『岸辺露伴 新宿へ行く』展が開催された。
あらすじ
露伴は、祖母の形見のバッグに金目の物を入れると消えてしまう謎の現象を直してもらうために、イタリアのフィレンツェにあるグッチの工房を訪れる。グッチの職人は難色を示すが修理を引き受け、露伴は修理されたバッグを持って帰るが、後になってそのバッグに隠された秘密を知ることになる。
登場人物
岸辺 露伴（きしべ ろはん）
杜王町に住む人気漫画家。祖母の形見のバッグが起こす謎の現象を直してもらうために、フィレンツェにあるグッチの工房を訪れる。対象を本にして、記憶を読んだり命令したりできるスタンド「ヘブンズ・ドアー」を持つが、今作には登場しない。その理由について荒木飛呂彦は「バッグ自体がスタンドという設定だし、『ジョジョの奇妙な冒険』を知らない読者も多い女性誌なので、あえて今回は露伴のスタンドは描かなかった」と説明している。祖母は『岸辺露伴 ルーヴルへ行く』で描かれた人物。
通訳の女性
露伴がイタリアを旅行するにあたり、通訳として雇った女性。露伴とともにトスカーナを旅行し、フィレンツェのグッチの工房に同行した後露伴をワイナリーへと案内し、隙を見せた露伴の貴重品を全て持ち去った。なお、彼女が着ている衣装は全てグッチの2011-2012の秋冬新作を基に描かれている。
グッチの職人
グッチのレザー製品を担当する職人。丁寧な接客と厳密な説明を行うも、露伴からは「マニアックな説明はいらない」と返答される。露伴からバッグの修理を依頼され、そのバッグの成り立ちを説明するが露伴は聞く耳を持たなかったことから言われた通りにバッグを修理した。

用語
露伴の祖母のバッグ
露伴の祖母の形見である、ウェブをあしらった70年代製のボストンバッグ。グッチの職人によれば、かつて天才的な職人の一人が全世界に3個だけ特別に作ったものであるという。金目の物を入れて口を閉じるとそれが消えてしまうため、露伴はグッチの工房へ修理を依頼した。この現象はバッグに宿ったスタンド能力によるものであり、持ち主が危機に陥った時に消えた金品と等価の物を出して持ち主を助けるというものであったが、金品が消えないように修理されたことにより能力は消失した。
なお、構想時点では祖母の形見が財布となる予定だったのだが、グッチからの強い要請でバッグに変更されたという。

## 第2巻収録作品

### エピソード#04 望月家のお月見
スマートフォン・PC用アプリ『少年ジャンプ+』で2014年9月22日にアプリのスタートを記念して無料公開された47ページの短編作品『岸辺露伴は動かない エピソード4 望月家のお月見』。英題は『The Harbest moon』。
あらすじ
露伴は最近取材に行けていないとして、自宅の近所に住む望月家について語りだす。
この家は直系の先祖全員の命日が必ず中秋の名月であるという奇妙な宿命を持っており、死を逃れるには中秋の名月に家族揃って月見をする必要があった。
そして今年の中秋の名月である2014年9月8日、家長である望月昇の主導のもと、例年のように月見が行われる。
登場人物
作中に登場する望月家は露伴が付けた仮名。犬を飼っている。作品解説によると、彼らは『ジョジョリオン』の東方家とリンクするような一家とのこと。
岸辺 露伴（きしべ ろはん）
本エピソードのナビゲーターで冒頭のみの登場。杜王町に住む人気漫画家。最近は予定が一杯で取材旅行に行っていない模様。レストラン「トラサルディー」で食事をしながら、近所に住む望月家とその奇妙な宿命について語りだす。
望月 昇（もちづき のぼる）
望月家の16代目家長。50歳会社員。死ぬのは必ず中秋の名月の日であるという望月家の宿命を誰よりも理解しており、死の宿命を逃れるために家族全員を月見に参加させようと奔走する。
望月 晴瑠子（もちづき はるこ）
望月昇の妻。46歳専業主婦。子宮頸がんの検査で陽性反応が出ており、夫の昇から「望月家は中秋の名月の日以外は不死身」「月見が無事に終われば回復に向かう」と教えられて月見に参加する。
望月 亜貴（もちづき あき）
望月家の長女。21歳の大学生。彼氏のもとへ外出しようとしていたが、昇によって制止され、しぶしぶ月見に参加する。深夜に彼氏の電話がかかってきたことから言いつけを破って外出し、望月家の死の運命に襲われそうになるが、偶然にもその直前に彼氏からのプロポーズを受けて望月家の人間ではなくなったことから命を取り留める。
望月 猛（もちづき たける）
望月家の長男。15歳の中学生。野球の特待生での進学を目指しており、9月8日も本来は試合に行かないといけない状況だったのだが、昇によって強引に引き止められた。
望月 ミツ（もちづき ミツ）
望月家の祖母。78歳。月見の最中に偶然から金魚をのどに詰まらせて死にかけるが、月見に参加していたためか死なずに済んだ。
月の兎
望月家の死の宿命を管理する存在。兎を擬人化したような姿をしており、網目模様の入ったスーツとマスクを着用している。人の目には見えない。
毎年中秋の名月の日に現れ、この日に月見をする決まりを破った望月家の人間を「望月家に決められた事」として事故に見せかけ殺害する。なぜそのようなことをするのかについては劇中で一切語られていない。
月見を抜け出し、彼氏に会いに行った亜貴にスズメバチをけしかけて殺そうとするが、その直前に彼女が彼氏からのプロポーズを受けて望月家の人間ではなくなったことから殺害を中止し、たまたま付近を通りかかったライダーを数合わせと称して殺し、天に帰っていった。

### エピソード#07 月曜日 天気-雨
『ジャンプスクエア』創刊8周年を記念して『ジャンプスクエア』2016年1月号に掲載された50ページの短編作品。雑誌掲載時のタイトルは『月曜日-天気雨』だったが、単行本化に際して改題されている。英題は『A rainnning Monday』。
キャッチコピーは「時代が変われば、すべてが変わる。すこしずつ。」。
『ジョジョリオン』と連動して、表紙カラーイラストが同構図で3パターンある。本短編（露伴、ヘブンズ・ドアー、雨粒）、『ジョジョリオン』11巻表紙（定助、ソフト&ウェット、しゃぼん玉）、『ジョジョリオン』（12巻）#049（定助、田最環、しゃぼん玉）。
あらすじ
編集者との打ち合わせのため、雨の中駅を訪れた露伴。駅の構内では歩きスマホをする人であふれかえり、前方不注意な通行人がたびたびぶつかってくることに露伴は憤るが、あまりにも周りが見えていない人間が多いため次第に違和感を覚える。
そこで、ホームで電車を待っている際にぶつかりそうになった肥満の男に問いただすが、その最中に別の通行人が露伴に激突し、露伴は線路に落ちてしまう。
露伴とそれを助けようとした肥満の男は線路と線路の間に退避して事なきを得たが、男は「昼過ぎから携帯をもった人間が次々に自分にぶつかってくる」と述べ、駅員が救助しようとしているのにも警戒する。
次の列車が到着しようとしている中、露伴はヘブンズ・ドアーで駅員を確認した上で男をホームへ上げようとするが、今度はホームにいた人間が次々と線路へと押し出されるように落ちていった。
登場人物
岸辺 露伴（きしべ ろはん）
スタンド名:ヘブンズ・ドアー（天国の扉）
杜王町に住む人気漫画家。編集者との打ち合わせに向かうため駅を訪れるが、そこで歩きスマホをめぐる奇妙な現象に見舞われる。
冒頭で「ヘブンズ・ドアー」を無生物であるローストチキンに対して用いて、消費期限や成分を調べるという応用を行った。
肥満の男
露伴が駅のホームで出会った男。普通の会社員で二人の子持ちであり、心臓の持病がある。
線路に転落した露伴を助けようとするも別の通行人に押されて転落させられてしまい、線路に倒れこみ、電車にはねられそうになったところを露伴に助けられる。そして線路上で露伴に歩きスマホをする人間が次々に自分に向かってくることを語った。
この現象は携帯の回路に住み着いていた新種の昆虫「ロレンチーニャ」の仕業であり、周囲に集まってきた通行人の携帯から抜け出たロレンチーニャの群れに生命電気を喰われて死亡した。
用語
ロレンチーニャ
露伴の巻き込まれた事件の元凶である、事件後に香港や上海の都市部で発見された新種の昆虫。学名は「コーイレ・エリクトリカス・ロレンチーニャ」。
電子回路の配線のような腹部を持つナナフシのような細長い虫で、電子機器の集積回路の中に住み着いてそこで繁殖する。
主食は電磁波であり、一匹二匹ならば寄生している電子機器の電気を盗み食いするぐらいで大した害はないのだが、携帯に寄生した個体が一か所に多数集まると外部の生物へ攻撃する習性を持つ。
標的となりやすいのは心臓が弱った生物であり、獲物を見つけると寄生している携帯の所有者を電磁波で無意識に対象に接近させ、対象に群がった所で携帯のイヤホンジャックから出て乗り移り、心臓の生命電気を奪い死亡させる。

### エピソード#08 D・N・A
実写映画『ダイヤモンドは砕けない 第1章』の公開記念として、『別冊マーガレット』2017年9月号に掲載された50ページの短編作品。雑誌掲載時は「エピソード#09」となっていたが、単行本では「エピソード#08」に変更されている。英題は『Deoxyribonucleic acid』。
雑誌掲載時のキャッチコピーは「天才漫画家・岸辺露伴のもとに舞い込んだ奇妙な【依頼】とは…」「その恋は、D.N.Aが記憶する運命の証し!!」。カラー表紙は、単行本では雑誌掲載時の宣伝用装飾が減ってかなりシンプル化された。
荒木飛呂彦が少女漫画誌に漫画を掲載するのはこれが初であり、扉絵裏のコラム『岸辺露伴は動かない概論』では掲載を「光栄です」と述べた上で、「めずらしくハッピーエンドにしたよ」とメッセージを記している。また掲載号の裏表紙は荒木による描き下ろしの一枚絵（露伴の一枚絵＋「荒木飛呂彦降臨」のコピー）になっており、付録として『岸辺露伴は動かない』シリーズのステッカーが付属されている。
あらすじ
露伴は知人の山岸由花子に彼女の母の知人である片平真依の相談に乗ってほしいと呼び出される。片平が相談したのは精子バンクで授かった娘、真央についてであり、普通の子供とは異なる数々の特徴、特に触れると全身が保護色と化してしまう尻尾が生えている点について思い悩んでいた。
由花子はそれらについて露伴に解決を促すが、「ヘブンズ・ドアー」で真央に関する情報を参照した露伴はそれらについて問題なしと判断して拒否し、一方的に話を打ち切って立ち去る。由花子はその自分勝手な行動に憤るが、彼が「ヘブンズ・ドアー」を使った際に真央の父親に関する情報を見ており、それを真依に伝えた。
真依はその一件により真央の父親に関心を持つが、探すにはあまりにも漠然とした情報しか無く途方に暮れる。そんな時、由花子から聞いた情報に合致した真央と同じ身体的特徴を持つ男性を駅で偶然発見し、彼女はとりあえず彼を尾行する。彼が向かった先は真央の通う幼稚園で、幼稚園に着いた彼は遊具で遊ぶ真央を抱きかかえてタクシーに乗ろうとした。驚いた真依は大声を上げて真央を取り返そうとするが、抱きかかえていたのは彼の息子で、真央と見間違えた訳は彼女の能力である保護色による悪戯であった。男性はひとまず自己紹介するが、内容やその最中の仕草に亡き夫との偶然とは思えないほどの一致点を見出した真依は、彼との交際を始める。
後日、露伴は真依が精子提供者であったその男性と結婚したことを由花子から聞かされると驚きの表情を見せるが、彼女が立ち去ると「確かにビックリだ。そういうこともあるのか………」と感想を述べ、微笑んだ。
登場人物
岸辺 露伴（きしべ ろはん）
演 - 高橋一生
スタンド名：ヘブンズ・ドアー（天国の扉）
杜王町に住む人気漫画家。知人の山岸由花子に呼び出され、彼女の母の知人である片平真依の相談を受けて解決するように頼まれるが、「ヘブンズ・ドアー」で真央に関する情報を参照した上でそれらについて問題なしと判断し、由花子の要請を突っぱねて立ち去った。
今作では『ジョジョリオン』に登場する野球チーム「晴天バーディーズ」のファンとなっており、片平真依を紹介された際にあからさまにやる気のない態度を見せ、相談を聞いている最中もずっとスマートフォンで試合をチェックしていた。
由花子からも野球好きとなっている点や、精子バンクの話をした際に「もう一度言ってみて」などのセクハラ発言をした点などのキャラ変を指摘されている。
山岸 由花子（やまぎし ゆかこ）
スタンド名：ラブ・デラックス
露伴の知人の女子高生。母の知人である片平真依の悩みを解決すべく露伴に彼女を紹介し、真央の普通の子供とは異なる数々の特徴に関して「治してあげたい」「普通にしてあげて！」と露伴に訴える。
Part4では自身の髪を操る能力「ラブ・デラックス」を持つスタンド使いであり、本作でもスタンド使いの設定は引き継がれている。スタンドを使用することはないが、ヘブンズ・ドアーで本に変えられた真央の情報を見ることができたため、覗き見て知った真央のもととなった精子の情報（真央の父親の情報）を真依に伝えた。
デザインはPart4や『The Book』の挿絵の頃から大きく変わっており、「由」の形のブローチを付けている。
テレビドラマ版には登場せず、彼女の登場シーンは『富豪村』の泉京香（前述）が兼任しているほか、片平親子との出会いについては「露伴と京香、平井太郎（後述）が立ち話をしているところを、片平親子が偶然通り掛かる」形に変更されている。
片平 真依（かたひら まい）
演 - 瀧内公美
山岸由花子の母の知人。新婚の23歳の時に自動車事故で夫を亡くし、周囲からは再婚を勧められるも夫以外の男性を愛することができずに15年間独り身で過ごしていた。しかし再婚はできなくとも子供は欲しいと考えたことから38歳の時に精子バンクを利用して真央を授かる。
しかし、真央に普通の子供とは異なる数々の特徴があることが心配になり、由花子を通じて露伴に相談を持ち掛ける。
片平 真央（かたひら まお）
演 - 北平妃璃愛
片平真依の娘。3歳の保育園児。「はちにんこ（こんにちは）」や、「なくしろよ（よろしくな）」などの逆さ言葉しか喋らず、足音を立てず歩き、立っている足元がじっとりと濡れる、目の下側にしか生えず量も普通より多いまつげ、顎まであるもみあげ、触れると衣服を含めた全身が保護色と化してしまう尻尾が生えているなど、普通の子供とは明らかに異なる特徴が数多くあり、真依の心配事の種となっている。
「ヘブンズ・ドアー」で真央に関する情報を参照した露伴によると、尻尾は「真央の『心の形』であり、見えるスタンド能力と考えていいもの」とのことであり、身体的特徴も含めて「何一つ悪くない…問題はどこにも見当たらない」と判断された。
その後、保育園に尾花沢が訪れた際に保護色を使った悪戯で真依と引き合わせており、それを由花子は「真央ちゃんの陰謀」「真央ちゃんの無意識が呼び寄せた」と推測している。
真依の夫
演 - 奥野瑛太
真依の夫で故人。新婚から間もなくトラックとの衝突事故で死亡している。事故にあった車の中で同乗していた真依に対し「司法試験より先に結婚式をやっておくべきだった」と後悔の言葉を口にしていた。
口癖は「君は何も怖がらなくていいんだ。君は大丈夫だから」「きっといいやつ」で、失敗をごまかそうとするときに上唇をなめたり、缶ジュースのプルトップを開けたり額を掻く時に小指のみを使う癖がある。
テレビドラマ版では片平央という名前がつけられている。
尾花沢（おばなざわ）
真依が駅で出会った、真央と同じ身体的特徴を持つ男性。山形市在住で、バツ1。息子の友弥に会うために週に1・2回ほどS市を訪れており、保育園で真央の悪戯により真依に引き留められる。
15年以上前の高校生の時に登山中の滑落事故で一度死んだが蘇生したとして、その反省から危険なことは車の運転すらしないと語っており、それ以外にも上唇をなめる癖やプルトップを開けたり額を掻く時に小指のみを使う癖など、真依の夫と偶然とは思えないほどの共通点がある。
その後、彼が真央の実の父親であったことと3か月の交際を経て真依と再婚したことが由花子の口から語られている。
テレビドラマ版ではオリジナルキャラクターの平井太郎（演 - 中村倫也）に置き換えられており、事故死した真依の夫から臓器移植を受けている。

### エピソード#09 ザ・ラン
少年ジャンプ50周年記念として『週刊少年ジャンプ』2018年13号に掲載された48ページの短編作品。雑誌掲載時は「エピソード10」となっていたが、単行本では「エピソード#09」に変更されている。英題は『The run』。
本エピソードの発表に合わせ、短編集『岸辺露伴は動かない』第2巻の発売も発表された。単行本2巻表紙。
雑誌掲載時のキャッチコピーは「これぞ「伝説」!!これこそ「漫画」!!」「目を逸らすな「奇妙」からは逃げられない」。
OVA化された作品では唯一、露伴以外のPart4の登場人物が登場しない。絵コンテの段階では陽馬がランニングをするシーンで噴上裕也とガールフレンド3人を通行人として登場させる案もあったというが、採用されなかったことがブックレットで明かされている。
あらすじ
右手を骨折した岸辺露伴。彼はその結果に至る経緯について珍しく自らの行いを反省しており、後悔の表情を浮かべながらその時の出来事を語りだす。
露伴はスポーツジムで俳優志望の男、橋本陽馬にトレッドミルを用いた勝負の再戦を持ち掛けた。その内容は徐々に加速するトレッドミルの走行スピードが時速25kmに達した時点で両者の間に置かれたリモコンを取り合い、リモコンを奪取して緊急停止ボタンを押したら勝ちというもので、露伴は一度彼に勝利していた。
陽馬は再戦に応じ勝負が開始されたが、前回の勝負に関する分析や公正に異常なほどこだわる彼の言動に露伴は次第に異様なものを感じ始める。
登場人物
岸辺 露伴（きしべ ろはん）
声 - 櫻井孝宏 / 演 - 高橋一生
スタンド名：ヘブンズ・ドアー（天国の扉）
杜王町に住む人気漫画家。右手を骨折しており、その件について「超えてはいけないレッドラインを見落として余計な所へ首を突っ込んでしまった」「自分は人の性格を見抜けるとうぬぼれていたからで本当に甘かった」と珍しく反省の言葉を口にし、スポーツクラブで巻き込まれたとある事件について語りだす。
橋本 陽馬（はしもと ようま）
声 - 内山昂輝 / 演 - 笠松将
俳優志望の男性。21歳で身長178cm、座右の銘は「美とは有酸素。なめらかな動作」。新幹線で原宿まで遊びに行った時にモデル・プロダクションにスカウトされ、担当者に勧められたのをきっかけに肉体を鍛えることに没頭するようになる。
最初のうちは彼女の早村の部屋でトレーニングをしたり、ボディビルダーと同様の生活を送る程度だったが、次第にエスカレートして早村の部屋の内外にボルダリングの設備を設置したり、トレーニングのために早村の貯金を勝手に使いこむようになり、最終的にはたとえ些細なことであろうと自分が体を鍛えることを邪魔した人間には殺害すら辞さないようになる。狂気的な執念で鍛え上げられたその身体能力は、時速20km以上で稼働するトレッドミルをバック走で持ち堪えてみせるなど常軌を逸している。
杜王グランドホテル8階のトレーニングジムでトレッドミルを使った勝負の再戦を露伴に申し込まれると、前回の勝負はリモコンを引き寄せるために露伴がリモコンのテーブルを叩いたことを指摘し、勝負を公正なものにするという名目のもとにトレッドミルの背後にあるガラス窓をダンベルで破壊したり、時速25kmに達する前にリモコンを取ろうとした露伴の指をリモコンのスイッチを押すのに必要な2本を残して折るといった行動に出る。
露伴が「ヘブンズ・ドアー」で見た彼の記憶によれば、彼は元彼女のミカの他、就寝時間に配達に訪れた配達員の沢木、自分がトレーナーに指示を仰いだ時にたまたま指導を受けていたジムの客などを体を鍛える邪魔をしたとみなして殺害しており、露伴についても今回の勝負で彼が敗北した場合、トレッドミルによって割った窓から転落死させるつもりのようだったが、リモコンを取って緊急停止ボタンを押すことで勝負に勝ちはしたものの、露伴に「ヘブンズ・ドアー」で「停止ボタンは露伴のマシンに向けて押す」と書き込まれていたことで、自分のマシンを止めることができず自ら開けた窓の穴から転落する。
露伴は勝負の最中に彼の肉体に浮かび上がった翼のような模様から彼の正体を筋肉の神ヘルメスの化身と推測しており、窓の外に落ちた彼の生存を確信していたが、もし上から見下すように窓の外を覗けば彼に殺されると考え、その場から逃走した。
ドラマ版では、『怪異である「六壁坂に潜むもの」に憑りつかれた者』として設定が改変されている。
早村 ミカ（はやむら ミカ）
声 - 赤﨑千夏 / 演 - 真凛
橋本陽馬の彼女。25歳。陽馬が体を鍛え始めた最初の頃は鍛えられた陽馬の肉体を称賛していたが、肉体を鍛えることに熱中する陽馬に次第についていけなくなり、貯金の27万円を無断で使われたことを機に彼に別れを告げ部屋から追い出す。
その後、同棲中に言われた小言や自分の指示した食事を出さなかったことへの恨みから彼に首の骨を折られて殺害され、遺体はボルダリング部屋の壁の裏にセメントで埋め込まれたことが「ヘブンズ・ドアー」によって判明している。

## 第3巻収録作品

### エピソード#10 ホットサマー・マーサ
『ジョジョの奇妙な冒険』35周年を記念して2022年3月19日に刊行された『JOJO Magazine』に書き下ろし読切として掲載された。
あらすじ
2021年7月7日、露伴は新作漫画『ホットサマー・マーサ』の執筆をしていたが、担当の泉に著作権上の懸念を理由に登場キャラクターのデザインについて変更を求められたり、コロナ禍のせいで取材を満足に行えない事から思うように仕事が進まずにいた。
そして露伴は飼い犬のバキンとともに散歩に出かけ、たまたま立ち寄った六壁神社のイチイの古木の根元に木の洞を利用した祠を発見し、その祠に対する好奇心から仕事への意欲を取り戻すが、自宅へ戻ると登場キャラクターのデザインが変更された『ホットサマー・マーサ』の原稿が完成しており、家に入れた事のないファンの女が我が物顔で家で生活していた。
泉の言動や周囲の状況から現在が2021年10月7日であることを理解した露伴は神社に戻り、宮司からそれらの現象はあの祠にいた藪箱法師の仕業であり、時間は戻せないが藪箱法師の行った悪事を正す方法はあることを聞くと、自分の意に沿わないホットサマー・マーサのデザイン変更を無かったことにするためにそれを実行しようとする。
登場人物
岸辺 露伴（きしべ ろはん）
演 - 高橋一生
スタンド名：ヘブンズ・ドアー（天国の扉）
杜王町に住む人気漫画家。『ホットサマー・マーサ』の執筆が思うように進まず、散歩で訪れた六壁神社で隠された祠を発見した事で知らぬ間にそこに潜む藪箱法師に成り代わられてしまう。
泉 京香（いずみ きょうか）
演 - 飯豊まりえ
露伴の担当編集者。著作権絡みのトラブルを回避するために『ホットサマー・マーサ』の登場キャラクターのデザインに変更を求める。
藪箱法師が二度成り代わった後の2022年1月7日の時点ではイブに薬剤を注射され瀕死の状態となるが、露伴によって歴史が正された事でそれらはなかったことになった。
イブ
演 - 古川琴音
露伴のファンの女性。19歳。露伴からは邪険にされていたが、露伴と成り代わった藪箱法師が家に連れ込み同棲生活を送っていた。
藪箱法師が二度成り代わった後の2022年1月7日の時点では妊娠しており、家に我が物顔で出入りする泉を疎ましく思い薬物を注射して殺害しようとし、露伴にも薬物を注射して体の自由を奪って泉を見殺しにさせることで共犯者に仕立て上げ、自分から離れられないようにしようとした。
しかし露伴がヘブンズ・ドアーで祠の鏡を一回転させるように命令を書き込んだことで藪箱法師に成り代わられ、歴史が正された事で露伴と成り代わった藪箱法師との同棲生活とそれに関連する出来事は全てなかったことになった。
宮司の親子
演 - 酒向芳(父親)、山本圭祐(息子)
六壁神社の宮司を務める親子。会話の際に二人それぞれがほぼ同じ内容の言葉を同時に話す。
自分が陥った状況について説明を求める露伴にそれが祠に潜む藪箱法師の仕業であることと、藪影法師がやらかした悪行を正す方法を教えた。
バキン
露伴の飼い犬。2021年7月7日時点では子犬だったが藪箱法師が二度成り代わった後の2022年1月7日の時点では大きく成長しており、ワニを食い殺すほど凶暴な性格となっていたが露伴に対しては異常なほど怯えた態度を見せる。
それらの行動は藪箱法師との生活によるものであったらしく、歴史が正された後は温厚な性格へと変化していた。
ムッちゃん
イブが飼っているワニ。イブと共に露伴の家で暮らしていたようだが、藪箱法師が二度成り代わった後の2022年1月7日にバキンに食い殺される。
事件解決後は歴史が正された事で死が無かったことになり、露伴はイブと成り代わった藪箱法師に「控えめに優しく育ててやれよ」と念押しした上で引き渡している。
ドラマ版ではヘビに改変されている。
用語
ホットサマー・マーサ
作中で露伴が執筆していた新作漫画。およびその作品の登場キャラクター。
キャラクターの方のホットサマー・マーサは足の生えた黒い球体に2つの球体が耳のように配置されたデザインであり、泉は著作権を理由にデザインの変更を求めるが露伴は拒否していた。
藪箱法師が成り代わった後の2021年10月7日の時点では球体が1つ増えたデザインで作品が発表されており、作品は読者からは好評であったがデザイン変更が許せなかった露伴は事態の打開を図るために藪箱法師の悪行を消し本来の歴史に戻す方法を実行するが、それに成功してもデザインはそのままであった。
藪箱法師（やぶばこほうし）
六壁神社のイチイの古木の根元にある祠に入ることで現れる、その人物の分身。
姿形は祠に入った者と全く同じだがその人物の暗黒面ともいえる存在であり、姿を現すと3か月間その人物と成り代わって悪事を働く。成り代わられた側はその間に起きたことを知覚できず、祠に入ったら突然時間が3か月進んだように認識する。
成り代わられる前の時間に戻る方法はないが、藪箱法師が引き起こした問題に関しては鏡に自分の姿を映すことなく祠の中の鏡を左に一回転させる事で成り代わられていた期間の歴史を本来の形に正すことができる。

### エピソード11 ドリッピング画法
2022年4月30日から5月28日まで、石川県の金沢21世紀美術館にて「荒木飛呂彦原画展 JOJO 冒険の波紋」が開催されることを記念して、『ウルトラジャンプ』2022年5月号と6月号に2号連続で前後編を掲載。
登場人物
岸辺露伴
スタンド名：ヘブンズ・ドアー（天国の扉）
杜王町に住む人気漫画家。漫画の制作中、ドリッピング画法に褒める京香に対して、悲しくなり、若い母親である女性と謎の青年の話する。
泉 京香（いずみ きょうか）
露伴の担当編集者。
村瀬 美月（むらせ みつき）
37歳の母親。
不倫をしており、幼稚園の帰りに待っている娘の恵茉（エマ）の件に電話して捜してる夫に対して遅刻を誤魔化して、すぐに行く予定で慌てる。あおり運転されている上、運転している露伴だと気づかずの隙に、謎の青年に殺される。
謎の青年
村瀬美月に追い込み、露伴が村瀬美月を忠告しに現れるまで車内で殺害。環境破壊に反対し、露伴を知ってる模様で、「不屈の魂が在る」ことを露伴に涼やかな命令する。スタンドのようなファッションをしている。

### エピソード12 ブルスケッタ
3年ぶりの新作として、『ウルトラジャンプ』2025年5月号に読み切りとして掲載された。
登場人物
岸辺 露伴（きしべ ろはん）
スタンド名：ヘブンズ・ドアー（天国の扉）
杜王町に住む人気漫画家。スポーツに否定的にだったが人類の進化していることを、『進化』というテーマを追い求め、フアラライ山の絶滅危惧の野鳥観察のため、1人取材旅行にハワイ滞在となる。ブルスケッタも作れる。前の旅行で物を盗まれたことがあった。
好奇心旺盛で、慌てる京香にハワイ直行便を勧めるほど。
泉 京香（いずみ きょうか）
露伴の担当編集者。電話のリモートワークで露伴がハワイへ行ったことに、締め切りに迫ってるのを慌てるほど驚いている。
ハワイ郊外の先住島民の女の子
露伴が車の運転でリモートワーク中に、浮き輪とワンピース姿でずぶ濡れ状態で見つかるも、注意した露伴が住む豪邸に侵入した。
掟を破って謎の進化した蛾の影響で家族と女の子自身らが9日間苦しみながら、耳が汁が出るほどぐらい聞こえなくなり、浮き輪を持って海に渡り、海上30メートルの崖に登って、1人で岸辺露伴に助けに求める。治療を施した露伴にブルスケッタを食事する。
露伴が漫画のモデルにしたいほどの度胸と関心さがある。

## 短編小説集
- アンソロジー
スピンオフ作品『岸辺露伴は動かない』を原作としたオリジナルエピソードのアンソロジー。
  - 維羽裕介、北國ばらっど、宮本深礼、吉上亮『岸辺露伴は叫ばない 短編小説集』（2018年6月、ジャンプ ジェイ ブックス）
  - 北國ばらっど、宮本深礼、吉上亮『岸辺露伴は戯れない 短編小説集』（2018年7月、ジャンプ ジェイ ブックス）

以下の作品は、作者は一人に絞られているが、短編小説集という形式は継続されている。また、北國ばらっどは、上記2作品にも参加している。
- 北國ばらっど『岸辺露伴は倒れない 短編小説集』（2022年12月、ジャンプ ジェイ ブックス）
- 柴田勝家『岸辺露伴は嗤わない 短編小説集』（2024年12月、ジャンプ ジェイ ブックス）

## 関連作品
- 『岸辺露伴 ルーヴルへ行く』
- 『岸辺露伴 グッチへ行く』

## 書誌情報
- 荒木飛呂彦 『岸辺露伴は動かない』 集英社〈ジャンプ・コミックス〉、既刊3巻（2025年5月19日現在）
  1. 2013年11月19日発売[集 1]。ISBN 978-4-08-870872-0。
  2. 2018年7月19日発売[集 2]。ISBN 978-4-08-881557-2。
  3. 2025年5月19日発売[集 3]。ISBN 978-4-08-884548-7。

## OVA
エピソード#05「富豪村」とエピソード#02「六壁坂」がアニメ化された。スタッフは本編と一部異なるが、露伴や康一、億泰などのキャストは共通している。「富豪村」はテレビアニメ『ジョジョの奇妙な冒険 ダイヤモンドは砕けない』のBlu-ray・DVDの全巻購入者特典（2017年）として、「六壁坂」は単行本第2巻の『特別版』に同梱（2018年7月19日発売）して発売された。
2019年8月18日には、新たにエピソード#16「懺悔室」とエピソード#09「ザ・ラン」の制作が決定し、全国六都市で上映ツアー「奇譚見聞録」が開催された。
2021年2月18日に「懺悔室」「六壁坂」「富豪村」「ザ・ラン」の4作品がNetflixにて全世界独占配信された。また、12月18日と20日（19日深夜）にはドラマ版第4話から6話の放送に合わせるかたちで、NHK総合テレビにてテレビ初放送された。

### スタッフ
- 原作 - 荒木飛呂彦
- 監督・脚本 - 加藤敏幸
- 副監督 - ソエジマヤスフミ
- キャラクターデザイン - 石本峻一
- スタンドデザイン - 三室健太
- プロップデザイン - 棚沢隆
- 美術設定 - 瀧れーき
- 色彩設計 - 佐藤裕子
- 美術監督 - 加藤恵
- 撮影監督 - 山田和弘
- 編集 - 廣瀬清志
- 音響監督 - 岩浪美和
- 音楽 - 菅野祐悟
- 音楽制作 - ONE MUSIC
- プロデューサー - 大森啓幸、森亮介、林俊安
- アニメーションプロデューサー - 梶田浩司
- ラインプロデューサー - 笠間寿高
- アニメーション制作 - david production

### 主題歌
オープニングテーマ「岸辺露伴は動かないのテーマ」
作・編曲 - 菅野祐悟
エンディングテーマ「FINDING THE TRUTH」
作詞 - 青木カレン / 作・編曲 - 菅野祐悟 / 歌 - Coda

### 各話リスト
| エピソード | サブタイトル | 脚本     | 絵コンテ                  | 演出                      | 作画監督                                              | 総作画監督 | 放送日         |
| ---------- | ------------ | -------- | ------------------------- | ------------------------- | ----------------------------------------------------- | ---------- | -------------- |
| #05        | 富豪村       | 加藤敏幸 | 加藤敏幸 ソエジマヤスフミ | 加藤敏幸 ソエジマヤスフミ | 石本峻一                                              | -          | 2017年 6月28日 |
| #02        | 六壁坂       | 加藤敏幸 | 加藤敏幸 ソエジマヤスフミ | 加藤敏幸 ソエジマヤスフミ | 石本峻一                                              | -          | 2018年 7月19日 |
| #16        | 懺悔室       | 加藤敏幸 | 岩崎安利                  | 岩崎安利                  | 石本峻一 SHIN HYUNG WOO、CHA MYOUNG JUN               | 石本峻一   | 2020年 3月25日 |
| #09        | ザ・ラン     | 加藤敏幸 | 加藤敏幸                  | 菅原尚                    | 石山正修、横山謙次、木下由衣 SHIN HYUNG WOO、津曲大介 | 津曲大介   | 2020年 3月25日 |

### BD / DVD
| 商品名                                                                             | 発売日        | 収録話                                         |
| ---------------------------------------------------------------------------------- | ------------- | ---------------------------------------------- |
| テレビアニメ『ジョジョの奇妙な冒険 ダイヤモンドは砕けない』BD / DVD全巻購入特典DVD | 2017年6月28日 | 富豪村                                         |
| コミックス『岸辺露伴は動かない』第2巻 アニメDVD同梱版                              | 2018年7月19日 | 六壁坂                                         |
| 岸辺露伴は動かない OVA「懺悔室/ザ・ラン」                                          | 2020年3月25日 | 懺悔室 ザ・ラン                                |
| 岸辺露伴は動かない OVA コレクターズエディション                                    | 2020年3月25日 | 全4話(2枚組) ザ・ラン / 懺悔室 六壁坂 / 富豪村 |

## 実写作品
スタッフ・キャストは、すべてほぼ同一となっている。

### テレビドラマ
2020年から2024年にかけてNHKにてテレビドラマ化された。

### 映画
- 岸辺露伴は動かない ルーヴルへ行く - 映画第1作。2023年5月26日公開。
- 岸辺露伴は動かない 懺悔室 - 映画第2作。2025年5月23日公開。